# Greenwich, Ohio
Greenwich là một làng thuộc quận Huron, tiểu bang Ohio, Hoa Kỳ. Năm 2010, dân số của làng này là 1476 người.

## Dân số
- Dân số năm 2000: 1525 người.
- Dân số năm 2010: 1476 người.